# Campeonato Mundial de Baloncesto Femenino Sub-19 de 2005
El VI Campeonato Mundial de Baloncesto Femenino Sub-19 (en árabe: 2005 بطولة العالم لكرة السلة للسيدات تحت 19 سنة) se realizó en Tunis y Nabeul, Túnez, entre el 15 y el 24 de julio de 2005. El campeonato contó con la participación de 12 selecciones nacionales de baloncesto sub-19, y fue la última vez que se celebró pasados cuatro años desde el anterior.

## Clasificados
| Competición                                      | Fecha                      | Sede       | Plazas | Equipos clasificados                     |
| ------------------------------------------------ | -------------------------- | ---------- | ------ | ---------------------------------------- |
| País anfitrión                                   | —                          | —          | 1      | Túnez                                    |
| Campeonato FIBA Américas Femenino Sub-18 de 2004 | 4–8 de agosto de 2004      | Mayagüez   | 3      | Estados Unidos Puerto Rico Canadá        |
| Campeonato FIBA Europa Femenino Sub-18 de 2004   | 9–18 de julio de 2004      | Bratislava | 4      | Rusia España Hungría Serbia y Montenegro |
| Campeonato FIBA África Femenino Sub-18 de 2004   | 17–26 de diciembre de 2004 | Ben Arous  | 1      | República Democrática del Congo          |
| Campeonato FIBA Asia Femenino Sub-18 de 2004     | 15–21 de octubre de 2004   | Shenzhen   | 2      | China Corea del Sur                      |
| Campeonato FIBA Oceanía Femenino Sub-18 de 2004  | 20–26 de junio de 2004     | Melbourne  | 1      | Australia                                |
| Total                                            | Total                      | Total      | 12     | 12                                       |

## Organización

### Sedes
| Tunis Nabeul Mapa de Túnez con las dos ciudades sedes |

### Sorteo de grupos
Los grupos quedaron distribuidos de la siguiente forma:
| Grupo A                                                                                            | Grupo B                                         |
| -------------------------------------------------------------------------------------------------- | ----------------------------------------------- |
| Corea del Sur Estados Unidos Puerto Rico República Democrática del Congo Rusia Serbia y Montenegro | Australia Canadá China España Hungría Túnez (H) |

### Formato
Fase de grupos
En esta primera fase, los 12 países se dividieron en 2 grupos de 6 equipos cada uno. Se enfrontaron todos contra todos a partido único, y los 4 mejores equipos de cada grupo pasaron a cuartos de final. Los dos peores equipos de cada grupo pasaron al cuadro de clasificación del 9.º al 12.º lugar. 
Fase final
Esta fase constó de los cuartos de final, donde los equipos ganadores avanzaron a semifinales, y los equipos perdedores pasaron a jugar por los puestos del 5.º al 8.º; las semifinales; el partido por la medalla de bronce; y la final.

## Fase de grupos
Todos los horarios corresponden al huso horario local (GMT+1).

### Grupo A
| Pos. | Equipo                          | PJ | G | P | PF  | PC  | DP   | Pts | Clasificación   |
| ---- | ------------------------------- | -- | - | - | --- | --- | ---- | --- | --------------- |
| 1    | Estados Unidos                  | 5  | 5 | 0 | 561 | 272 | +289 | 10  | Fase final      |
| 2    | Rusia                           | 5  | 4 | 1 | 422 | 358 | +64  | 9   | Fase final      |
| 3    | Corea del Sur                   | 5  | 3 | 2 | 419 | 460 | −41  | 8   | Fase final      |
| 4    | Serbia y Montenegro             | 5  | 2 | 3 | 403 | 402 | +1   | 7   | Fase final      |
| 5    | Puerto Rico                     | 5  | 1 | 4 | 283 | 450 | −167 | 6   | Cuadro 9.º-12.º |
| 6    | República Democrática del Congo | 5  | 0 | 5 | 280 | 426 | −146 | 5   | Cuadro 9.º-12.º |

 Fuente: FIBA
Jornada 1
| 15 de julio | República Democrática del Congo                     | 51–53                               | Puerto Rico                                                | Tunis |  |
| 10:00       | Parciales: 17-12, 11-9, 6-21, 17-11                 | Parciales: 17-12, 11-9, 6-21, 17-11 | Parciales: 17-12, 11-9, 6-21, 17-11                        |       |  |
|             | Estadísticas Mokango 14 Mokango 16 Lumanu Kalonda 6 | Reporte Pts Reb Asts                | Estadísticas 14 Escalera 8 Rodríguez 2 Rodríguez, Escalera |       |  |

| 15 de julio | Rusia                                             | 65–98                                 | Estados Unidos                                | Tunis |  |
| 12:00       | Parciales: 17-31, 24-27, 14-26, 10-14             | Parciales: 17-31, 24-27, 14-26, 10-14 | Parciales: 17-31, 24-27, 14-26, 10-14         |       |  |
|             | Estadísticas Bogdanova 12 Bogdanova 7 Kirillova 2 | Reporte Pts Reb Asts                  | Estadísticas 17 Anosike 7 Langhorne 3 Wiggins |       |  |

| 15 de julio | Serbia y Montenegro                                             | 76–79                                 | Corea del Sur                          | Tunis |  |
| 14:00       | Parciales: 21-19, 18-12, 23-15, 14-33                           | Parciales: 21-19, 18-12, 23-15, 14-33 | Parciales: 21-19, 18-12, 23-15, 14-33  |       |  |
|             | Estadísticas Dubljević 17 Dubljević 11 Miljković, Stjepanović 2 | Reporte Pts Reb Asts                  | Estadísticas 22 Park 6 Kim B. 3 Kim B. |       |  |

Jornada 2
| 16 de julio | Estados Unidos                             | 124–37                              | República Democrática del Congo                | Tunis |  |
| 16:30       | Parciales: 29-15, 33-7, 34-10, 28-5        | Parciales: 29-15, 33-7, 34-10, 28-5 | Parciales: 29-15, 33-7, 34-10, 28-5            |       |  |
|             | Estadísticas Wiggins 25 Larkins 13 Waner 5 | Reporte Pts Reb Asts                | Estadísticas 8 Lumanu Kalonda 6 Lumanu Kalonda |       |  |

| 16 de julio | Puerto Rico                                 | 67–84                                 | Serbia y Montenegro                                             | Tunis |  |
| 18:30       | Parciales: 20-22, 12-18, 20-23, 15-21       | Parciales: 20-22, 12-18, 20-23, 15-21 | Parciales: 20-22, 12-18, 20-23, 15-21                           |       |  |
|             | Estadísticas Escalera 21 Placido 4 Rosado 3 | Reporte Pts Reb Asts                  | Estadísticas 19 Dubljević 8 Ilić 4 Miljković, D. Prčić, Bojović |       |  |

| 16 de julio | Corea del Sur                                     | 77–98                                 | Rusia                                              | Tunis |  |
| 20:30       | Parciales: 18-21, 20-20, 23-30, 16-27             | Parciales: 18-21, 20-20, 23-30, 16-27 | Parciales: 18-21, 20-20, 23-30, 16-27              |       |  |
|             | Estadísticas Kim J. 22 Kim J. 7 Kim Y., Kim Soo 1 | Reporte Pts Reb Asts                  | Estadísticas 23 Kulomzina 11 Savelyeva 6 Savelyeva |       |  |

Jornada 3
| 17 de julio | Serbia y Montenegro                            | 68–94                                 | Estados Unidos                                   | Tunis |  |
| 16:30       | Parciales: 15-26, 16-17, 16-22, 21-29          | Parciales: 15-26, 16-17, 16-22, 21-29 | Parciales: 15-26, 16-17, 16-22, 21-29            |       |  |
|             | Estadísticas Knežević 14 Knežević 6 D. Prčić 4 | Reporte Pts Reb Asts                  | Estadísticas 21 Wiggins 12 Anosike 8 Zoll-Norman |       |  |

| 17 de julio | República Democrática del Congo                            | 53–84                               | Rusia                                            | Tunis |  |
| 18:30       | Parciales: 17-9, 17-16, 7-25, 12-34                        | Parciales: 17-9, 17-16, 7-25, 12-34 | Parciales: 17-9, 17-16, 7-25, 12-34              |       |  |
|             | Estadísticas Lumanu Kalonda 22 Mokango 12 Lumanu Kalonda 1 | Reporte Pts Reb Asts                | Estadísticas 15 Kirillova 8 Savelyeva 6 Ryukhina |       |  |

| 17 de julio | Puerto Rico                                              | 92–112                                | Corea del Sur                                     | Tunis |  |
| 20:30       | Parciales: 21-23, 22-30, 23-21, 26-38                    | Parciales: 21-23, 22-30, 23-21, 26-38 | Parciales: 21-23, 22-30, 23-21, 26-38             |       |  |
|             | Estadísticas Rosado 21 Pallens, Placido, Baez 6 Rosado 8 | Reporte Pts Reb Asts                  | Estadísticas 23 Kim B., Kim J. 11 Kim J. 3 Lee K. |       |  |

Jornada 4
| 19 de julio | Corea del Sur                                | 77–65                                 | República Democrática del Congo                                   | Tunis |  |
| 16:30       | Parciales: 32-12, 14-17, 12-17, 19-19        | Parciales: 32-12, 14-17, 12-17, 19-19 | Parciales: 32-12, 14-17, 12-17, 19-19                             |       |  |
|             | Estadísticas Park 18 Kim J. 7 Park, Kim B. 3 | Reporte Pts Reb Asts                  | Estadísticas 21 Kalonda Kitoko 18 Kalonda Kitoko 4 Lumanu Kalonda |       |  |

| 19 de julio | Rusia                                              | TE 88–87                                           | Serbia y Montenegro                                | Tunis |  |
| 18:30       | Parciales: 25-23, 17-18, 11-17, 24-19 (T.E.: 11-10 | Parciales: 25-23, 17-18, 11-17, 24-19 (T.E.: 11-10 | Parciales: 25-23, 17-18, 11-17, 24-19 (T.E.: 11-10 |       |  |
|             | Estadísticas Bogdanova 20 Savelyeva 9 Savelyeva 6  | Reporte Pts Reb Asts                               | Estadísticas 22 Bojović 9 Stjepanović 2 Dubljević  |       |  |

| 19 de julio | Estados Unidos                                         | 116–28                             | Puerto Rico                        | Tunis |  |
| 20:30       | Parciales: 34-10, 31-7, 26-2, 25-9                     | Parciales: 34-10, 31-7, 26-2, 25-9 | Parciales: 34-10, 31-7, 26-2, 25-9 |       |  |
|             | Estadísticas Wiggins 21 Langhorne, Paris 12 Arriaran 7 | Reporte Pts Reb Asts               | Estadísticas 10 Rosado 7 Placido   |       |  |

Jornada 5
| 20 de julio | Serbia y Montenegro                               | 88–74                                 | República Democrática del Congo                                  | Tunis |  |
| 16:30       | Parciales: 25-15, 22-12, 21-28, 20-19             | Parciales: 25-15, 22-12, 21-28, 20-19 | Parciales: 25-15, 22-12, 21-28, 20-19                            |       |  |
|             | Estadísticas Dubljević 26 Stjepanović 9 Bojović 7 | Reporte Pts Reb Asts                  | Estadísticas 17 Lumanu Kalonda 7 Kalonda Kitoko 8 Lumanu Kalonda |       |  |

| 20 de julio | Puerto Rico                               | 43–87                               | Rusia                                            | Tunis |  |
| 18:30       | Parciales: 9-21, 16-21, 8-13, 10-32       | Parciales: 9-21, 16-21, 8-13, 10-32 | Parciales: 9-21, 16-21, 8-13, 10-32              |       |  |
|             | Estadísticas Rosado 15 Baez 6 Rodríguez 2 | Reporte Pts Reb Asts                | Estadísticas 17 Beliakova 9 Iakovleva 7 Ryukhina |       |  |

| 20 de julio | Estados Unidos                              | 129–74                                | Corea del Sur                                            | Tunis |  |
| 20:30       | Parciales: 32-20, 31-19, 32-20, 34-15       | Parciales: 32-20, 31-19, 32-20, 34-15 | Parciales: 32-20, 31-19, 32-20, 34-15                    |       |  |
|             | Estadísticas Langhorne 21 Larkins 8 Waner 7 | Reporte Pts Reb Asts                  | Estadísticas 23 Kim B. 2 Lee S., Kim B. 1 Kim Y., Kim B. |       |  |

### Grupo B
| Pos. | Equipo    | PJ | G | P | PF  | PC  | DP   | Pts | Clasificación   |
| ---- | --------- | -- | - | - | --- | --- | ---- | --- | --------------- |
| 1    | Australia | 5  | 4 | 1 | 419 | 460 | −41  | 9   | Fase final      |
| 2    | China     | 5  | 4 | 1 | 283 | 450 | −167 | 9   | Fase final      |
| 3    | España    | 5  | 3 | 2 | 280 | 426 | −146 | 8   | Fase final      |
| 4    | Hungría   | 5  | 3 | 2 | 422 | 358 | +64  | 8   | Fase final      |
| 5    | Canadá    | 5  | 1 | 4 | 561 | 272 | +289 | 6   | Cuadro 9.º-12.º |
| 6    | Túnez     | 5  | 0 | 5 | 403 | 402 | +1   | 5   | Cuadro 9.º-12.º |

 Fuente: FIBA
Notas:
1. 1 2  Australia 77-66 China
2. 1 2  España 69-53 Hungría

Jornada 1
| 15 de julio | Hungría                                        | 55–66                                | China                                | Nabeul |  |
| 10:00       | Parciales: 16-14, 15-12, 8-17, 16-23           | Parciales: 16-14, 15-12, 8-17, 16-23 | Parciales: 16-14, 15-12, 8-17, 16-23 |        |  |
|             | Estadísticas Semsei, Honti 15 Köllo 9 Semsei 5 | Reporte Pts Reb Asts                 | Estadísticas 22 Bian 7 Liu 4 Yang    |        |  |

| 15 de julio | España                                                     | 50–53                                | Australia                                         | Nabeul |  |
| 12:00       | Parciales: 11-6, 10-15, 13-18, 16-14                       | Parciales: 11-6, 10-15, 13-18, 16-14 | Parciales: 11-6, 10-15, 13-18, 16-14              |        |  |
|             | Estadísticas Gómez Igual 10 Gimeno 12 Domínguez, Germán 1' | Reporte Pts Reb Asts                 | Estadísticas 14 Camino 14 Duke 3 Camino, Dombkins |        |  |

| 15 de julio | Túnez                                     | 53–69                                | Canadá                                | Nabeul                        |  |
| 18:30       | Parciales: 15-13, 17-20, 7-16, 14-20      | Parciales: 15-13, 17-20, 7-16, 14-20 | Parciales: 15-13, 17-20, 7-16, 14-20  |                               |  |
|             | Estadísticas Mnasria 12 Mnasria 6 Hafsi 2 | Reporte Pts Reb Asts                 | Estadísticas 18 John 11 John 3 Tatham | Asistencia: 1500 espectadores |  |

Jornada 2
| 16 de julio | China                                 | 85–66                                 | España                                | Nabeul |  |
| 16:30       | Parciales: 22-17, 10-18, 29-15, 24-16 | Parciales: 22-17, 10-18, 29-15, 24-16 | Parciales: 22-17, 10-18, 29-15, 24-16 |        |  |
|             | Estadísticas Zhang 20 Guan 14 Bian 6  | Reporte Pts Reb Asts                  | Estadísticas 17 Cruz 8 Gimeno 3 Cruz  |        |  |

| 16 de julio | Australia                                      | 68–47                                 | Túnez                                       | Nabeul                        |  |
| 18:30       | Parciales: 17-12, 18-12, 21-11, 12-12          | Parciales: 17-12, 18-12, 21-11, 12-12 | Parciales: 17-12, 18-12, 21-11, 12-12       |                               |  |
|             | Estadísticas Camino 14 Camino 6 Camino, Duke 2 | Reporte Pts Reb Asts                  | Estadísticas 15 Mnasria 11 Mnasria 2 Jebali | Asistencia: 1500 espectadores |  |

| 16 de julio | Canadá                                                | 44–71                                | Hungría                                            | Nabeul |  |
| 20:30       | Parciales: 10-20, 8-16, 13-17, 13-18                  | Parciales: 10-20, 8-16, 13-17, 13-18 | Parciales: 10-20, 8-16, 13-17, 13-18               |        |  |
|             | Estadísticas Skrba 8 Skrba, John 7 cuatro jugadoras 1 | Reporte Pts Reb Asts                 | Estadísticas 17 A. Somogyi 7 Köllo 2 Semsei, Honti |        |  |

Jornada 3
| 17 de julio | Hungría                                       | 61–57                                | Australia                                           | Nabeul |  |
| 16:30       | Parciales: 14-17, 18-16, 17-15, 12-9          | Parciales: 14-17, 18-16, 17-15, 12-9 | Parciales: 14-17, 18-16, 17-15, 12-9                |        |  |
|             | Estadísticas Honti 17 Köllo 7 Honti, Tajkov 3 | Reporte Pts Reb Asts                 | Estadísticas 13 Camino 14 Camino 1 cuatro jugadoras |        |  |

| 17 de julio | Túnez                                                | 46–82                               | España                                           | Nabeul                        |  |
| 18:30       | Parciales: 14-15, 9-19, 9-31, 14-17                  | Parciales: 14-15, 9-19, 9-31, 14-17 | Parciales: 14-15, 9-19, 9-31, 14-17              |                               |  |
|             | Estadísticas Mnasria 14 Mnasria 12 cinco jugadoras 1 | Reporte Pts Reb Asts                | Estadísticas 14 Cruz 7 García 2 cuatro jugadoras | Asistencia: 1500 espectadores |  |

| 17 de julio | Canadá                                   | 60–77                                 | China                                  | Nabeul |  |
| 20:30       | Parciales: 18-14, 12-13, 13-27, 17-23    | Parciales: 18-14, 12-13, 13-27, 17-23 | Parciales: 18-14, 12-13, 13-27, 17-23  |        |  |
|             | Estadísticas Nurse 18 Phillips 8 Nurse 4 | Reporte Pts Reb Asts                  | Estadísticas 20 Liu 7 Wu 3 Bian, Zhang |        |  |

Jornada 4
| 19 de julio | Australia                                  | 82–73                                 | Canadá                                 | Nabeul |  |
| 16:30       | Parciales: 20-22, 22-21, 19-16, 21-14      | Parciales: 20-22, 22-21, 19-16, 21-14 | Parciales: 20-22, 22-21, 19-16, 21-14  |        |  |
|             | Estadísticas Camino 24 Samuels 6 MacLeod 2 | Reporte Pts Reb Asts                  | Estadísticas 18 Nurse 11 Skrba 4 Nurse |        |  |

| 19 de julio | China                                 | 88–54                                 | Túnez                                        | Nabeul                        |  |
| 18:30       | Parciales: 15-10, 26-14, 27-15, 20-15 | Parciales: 15-10, 26-14, 27-15, 20-15 | Parciales: 15-10, 26-14, 27-15, 20-15        |                               |  |
|             | Estadísticas Wu 26 Wu 9 Zhang, Hu     | Reporte Pts Reb Asts                  | Estadísticas 22 Mnasria 21 Mnasria 3 Mahmoud | Asistencia: 1530 espectadores |  |

| 19 de julio | España                                                                  | 69–53                                | Hungría                                       | Nabeul |  |
| 20:30       | Parciales: 12-15, 19-8, 21-12, 17-18                                    | Parciales: 12-15, 19-8, 21-12, 17-18 | Parciales: 12-15, 19-8, 21-12, 17-18          |        |  |
|             | Estadísticas Germán 21 Gómez Igual, Germán 10 2 Royo, Domínguez, Germán | Reporte Pts Reb Asts                 | Estadísticas 17 Horti 12 Horti 2 Czank, Honti |        |  |

Jornada 5
| 20 de julio | Australia                                              | 77–66                                 | China                                 | Nabeul |  |
| 16:30       | Parciales: 11-16, 25-21, 21-11, 20-18                  | Parciales: 11-16, 25-21, 21-11, 20-18 | Parciales: 11-16, 25-21, 21-11, 20-18 |        |  |
|             | Estadísticas Camino 22 Camino, Duke 7 MacLeod, Samuels | Reporte Pts Reb Asts                  | Estadísticas 22 Bian 10 Liu 3 Hu      |        |  |

| 20 de julio | Hungría                              | 82–61                                | Túnez                                | Nabeul                        |  |
| 18:30       | Parciales: 20-14, 18-11, 28-8, 16-28 | Parciales: 20-14, 18-11, 28-8, 16-28 | Parciales: 20-14, 18-11, 28-8, 16-28 |                               |  |
|             |                                      | Reporte                              |                                      | Asistencia: 1000 espectadores |  |

| 20 de julio | Canadá                                                            | 37–57                              | España                                           | Nabeul |  |
| 20:30       | Parciales: 6-21, 7-12, 8-12, 16-12                                | Parciales: 6-21, 7-12, 8-12, 16-12 | Parciales: 6-21, 7-12, 8-12, 16-12               |        |  |
|             | Estadísticas Bekkering, John 10 Evans 8 Rhoden, Riverin, Tatham 1 | Reporte Pts Reb Asts               | Estadísticas 11 Gómez Ferreiros 14 Gimeno 3 Royo |        |  |

## Partidos de clasificación

### Cuadro por el 9.º-12.º lugar
|  | Semifinales 9.º-12.º            | Semifinales 9.º-12.º |             |        | Partido 9.º lugar               | Partido 9.º lugar  |  |
|  | 22 de julio                     | 22 de julio          |             |        | 23 de julio                     | 23 de julio        |  |
|  |                                 |                      |             |        |                                 |                    |  |
|  |                                 |                      |             |        |                                 |                    |  |
|  | Canadá                          | 67                   |             |        |                                 |                    |  |
|  | Canadá                          | 67                   |             |        |                                 |                    |  |
|  | República Democrática del Congo | 51                   |             |        |                                 |                    |  |
|  | República Democrática del Congo | 51                   |             | Canadá | 71                              |                    |  |
|  |                                 |                      |             | Canadá | 71                              |                    |  |
|  |                                 |                      | Puerto Rico | 64     |                                 |                    |  |
|  | Puerto Rico                     | 77                   | Puerto Rico | 64     |                                 |                    |  |
|  | Puerto Rico                     | 77                   |             |        |                                 |                    |  |
|  | Túnez                           | 63                   |             |        | Partido 11.º lugar              | Partido 11.º lugar |  |
|  | Túnez                           | 63                   |             |        | Partido 11.º lugar              | Partido 11.º lugar |  |
|  |                                 |                      |             |        |                                 |                    |  |
|  |                                 |                      |             |        | República Democrática del Congo | 78                 |  |
|  |                                 |                      |             |        | República Democrática del Congo | 78                 |  |
|  |                                 |                      |             |        | Túnez                           | 60                 |  |
|  |                                 |                      |             |        | Túnez                           | 60                 |  |
|  |                                 |                      |             |        |                                 |                    |  |

#### Semifinales del 9.º-12.º lugar
| 22 de julio | Canadá                                      | 67–51                               | República Democrática del Congo                                   | Nabeul |  |
| 16:30       | Parciales: 15-14, 19-19, 12-9, 21-9         | Parciales: 15-14, 19-19, 12-9, 21-9 | Parciales: 15-14, 19-19, 12-9, 21-9                               |        |  |
|             | Estadísticas Riverin 15 Phillips 10 Skrba 3 | Reporte Pts Reb Asts                | Estadísticas 15 Lumanu Kalonda 10 Lumanu Kalonda 2 Lumanu Kalonda |        |  |

| 22 de julio | Puerto Rico                           | 77–63                                 | Túnez                                 | Nabeul                        |  |
| 18:30       | Parciales: 26-16, 22-10, 15-22, 14-15 | Parciales: 26-16, 22-10, 15-22, 14-15 | Parciales: 26-16, 22-10, 15-22, 14-15 |                               |  |
|             |                                       | Reporte                               |                                       | Asistencia: 1000 espectadores |  |

#### Partido por el 11.º lugar
| 23 de julio | República Democrática del Congo                     | 78–60                               | Túnez                                      | Nabeul |  |
| 16:30       | Parciales: 23-0, 26-18, 11-0, 18-42                 | Parciales: 23-0, 26-18, 11-0, 18-42 | Parciales: 23-0, 26-18, 11-0, 18-42        |        |  |
|             | Estadísticas Mokango 19 Mokango 13 Lumanu Kalonda 5 | Reporte Pts Reb Asts                | Estadísticas 13 Jebali 16 Mnasria 4 Jebali |        |  |

#### Partido por el 9.º lugar
| 23 de julio | Canadá                                                        | 71–64                                | Puerto Rico                            | Nabeul |  |
| 18:30       | Parciales: 13-20, 14-11, 22-7, 22-26                          | Parciales: 13-20, 14-11, 22-7, 22-26 | Parciales: 13-20, 14-11, 22-7, 22-26   |        |  |
|             | Estadísticas Bekkering 14 Perry, Bekkering 11 Nurse, Rhoden 3 | Reporte Pts Reb Asts                 | Estadísticas 15 Rosado 6 Rivera 4 Baez |        |  |

### Cuadro por el 5.º-8.º lugar
|  | Semifinales 5.º-8.º | Semifinales 5.º-8.º |        |               | Partido 5.º lugar | Partido 5.º lugar |  |
|  | 23 de julio         | 23 de julio         |        |               | 24 de julio       | 24 de julio       |  |
|  |                     |                     |        |               |                   |                   |  |
|  |                     |                     |        |               |                   |                   |  |
|  | Corea del Sur       | 92                  |        |               |                   |                   |  |
|  | Corea del Sur       | 92                  |        |               |                   |                   |  |
|  | Hungría             | 70                  |        |               |                   |                   |  |
|  | Hungría             | 70                  |        | Corea del Sur | 71                |                   |  |
|  |                     |                     |        | Corea del Sur | 71                |                   |  |
|  |                     |                     | España | 75            |                   |                   |  |
|  | España              | 75                  | España | 75            |                   |                   |  |
|  | España              | 75                  |        |               |                   |                   |  |
|  | Australia           | 71                  |        |               | Partido 7.º lugar | Partido 7.º lugar |  |
|  | Australia           | 71                  |        |               | Partido 7.º lugar | Partido 7.º lugar |  |
|  |                     |                     |        |               |                   |                   |  |
|  |                     |                     |        |               | Hungría           | 62                |  |
|  |                     |                     |        |               | Hungría           | 62                |  |
|  |                     |                     |        |               | Australia         | 68                |  |
|  |                     |                     |        |               | Australia         | 68                |  |
|  |                     |                     |        |               |                   |                   |  |

#### Semifinales del 5.º–8.º lugar
| 23 de julio | Corea del Sur                                  | 92–70                                 | Hungría                                        | Tunis |  |
| 14:30       | Parciales: 23-19, 21-12, 23-21, 25-18          | Parciales: 23-19, 21-12, 23-21, 25-18 | Parciales: 23-19, 21-12, 23-21, 25-18          |       |  |
|             | Estadísticas Kim Y. 19 Kim J. 6 Kim Se, Park 6 | Reporte Pts Reb Asts                  | Estadísticas 18 Semsei, Honti 6 Horti 4 Semsei |       |  |

| 23 de julio | España                                               | 79–68                                 | Australia                                           | Tunis |  |
| 16:30       | Parciales: 15-27, 17-15, 22-10, 25-16                | Parciales: 15-27, 17-15, 22-10, 25-16 | Parciales: 15-27, 17-15, 22-10, 25-16               |       |  |
|             | Estadísticas Marcos 25 García 11 Domínguez, Gimeno 2 | Reporte Pts Reb Asts                  | Estadísticas 27 Camino 11 Camino 4 Camino, Dombkins |       |  |

#### Partido por el 7.º lugar
| 24 de julio | Hungría                                      | 62–68                                 | Australia                                  | Tunis |  |
| 10:00       | Parciales: 18-19, 13-12, 19-17, 12-20        | Parciales: 18-19, 13-12, 19-17, 12-20 | Parciales: 18-19, 13-12, 19-17, 12-20      |       |  |
|             | Estadísticas Honti 16 Honti 6 Honti, Fritz 3 | Reporte Pts Reb Asts                  | Estadísticas 30 Camino 8 Samuels 5 Samuels |       |  |

#### Partido por el 5.º lugar
| 24 de julio | Corea del Sur                             | 71–75                                 | España                                               | Tunis |  |
| 12:00       | Parciales: 16-12, 26-21, 14-19, 15-23     | Parciales: 16-12, 26-21, 14-19, 15-23 | Parciales: 16-12, 26-21, 14-19, 15-23                |       |  |
|             | Estadísticas Kim Se 19 Kim Soo 12 Park 10 | Reporte Pts Reb Asts                  | Estadísticas 23 Germán 10 Germán 2 Marcos, Domínguez |       |  |

## Fase final
|  | Cuartos de final    | Cuartos de final |                     |       | Semifinales | Semifinales |       |                     | Final       | Final       |  |
|  | 3 de agosto         | 3 de agosto      |                     |       | 4 de agosto | 4 de agosto |       |                     | 5 de agosto | 5 de agosto |  |
|  |                     |                  |                     |       |             |             |       |                     |             |             |  |
|  |                     |                  |                     |       |             |             |       |                     |             |             |  |
|  | Rusia               | 79               |                     |       |             |             |       |                     |             |             |  |
|  | Rusia               | 79               |                     |       |             |             |       |                     |             |             |  |
|  | España              | 62               |                     |       |             |             |       |                     |             |             |  |
|  | España              | 62               |                     | Rusia | 65          |             |       |                     |             |             |  |
|  |                     |                  |                     | Rusia | 65          |             |       |                     |             |             |  |
|  |                     |                  | Serbia y Montenegro | 78    |             |             |       |                     |             |             |  |
|  | Australia           | 70               | Serbia y Montenegro | 78    |             |             |       |                     |             |             |  |
|  | Australia           | 70               |                     |       |             |             |       |                     |             |             |  |
|  | Serbia y Montenegro | 76               |                     |       |             |             |       |                     |             |             |  |
|  | Serbia y Montenegro | 76               |                     |       |             |             |       | Serbia y Montenegro | 76          |             |  |
|  |                     |                  |                     |       |             |             |       | Serbia y Montenegro | 76          |             |  |
|  |                     |                  | Estados Unidos      | 97    |             |             |       |                     |             |             |  |
|  | China               | 93               | Estados Unidos      | 97    |             |             |       |                     |             |             |  |
|  | China               | 93               |                     |       |             |             |       |                     |             |             |  |
|  | Corea del Sur       | 72               |                     |       |             |             |       |                     |             |             |  |
|  | Corea del Sur       | 72               |                     | China | 68          |             |       | 3.º puesto          | 3.º puesto  |             |  |
|  |                     |                  |                     | China | 68          |             |       | 3.º puesto          | 3.º puesto  |             |  |
|  |                     |                  | Estados Unidos      | 99    |             |             |       |                     |             |             |  |
|  | Estados Unidos      | 85               | Estados Unidos      | 99    |             |             | Rusia | 61                  |             |             |  |
|  | Estados Unidos      | 85               |                     |       |             |             | Rusia | 61                  |             |             |  |
|  | Hungría             | 55               |                     |       |             |             |       |                     | China       | 78          |  |
|  | Hungría             | 55               |                     |       |             |             |       |                     | China       | 78          |  |
|  |                     |                  |                     |       |             |             |       |                     |             |             |  |

### Cuartos de final
| 22 de julio | China                                 | 93–72                                 | Corea del Sur                                    | Tunis |  |
| 14:30       | Parciales: 26-16, 22-12, 18-25, 27-19 | Parciales: 26-16, 22-12, 18-25, 27-19 | Parciales: 26-16, 22-12, 18-25, 27-19            |       |  |
|             | Estadísticas Guan 25 Liu 18 Lu 6      | Reporte Pts Reb Asts                  | Estadísticas 31 Kim B. 12 Kim Soo 2 Park, Kim B. |       |  |

| 22 de julio | Estados Unidos                                         | 85–55                                 | Hungría                                          | Tunis |  |
| 16:30       | Parciales: 20-15, 19-10, 27-12, 19-18                  | Parciales: 20-15, 19-10, 27-12, 19-18 | Parciales: 20-15, 19-10, 27-12, 19-18            |       |  |
|             | Estadísticas Paris Paris 8 Waner, Zoll-Norman, Wiggins | Reporte Pts Reb Asts                  | Estadísticas 14 Horti 6 Köllo 1 cuatro jugadoras |       |  |

| 22 de julio | Rusia                                                                | 79–62                                 | España                                                                  | Tunis |  |
| 18:30       | Parciales: 17-16, 11-21, 24-10, 27-15                                | Parciales: 17-16, 11-21, 24-10, 27-15 | Parciales: 17-16, 11-21, 24-10, 27-15                                   |       |  |
|             | Estadísticas Savelyeva 26 Iakovleva 9 Beliakova, Ryukhina, Iakovleva | Reporte Pts Reb Asts                  | Estadísticas 20 Gómez Ferreiros 5 Gómez Igual 2 Gómez Ferreiros, Gimeno |       |  |

| 22 de julio | Australia                                     | 70–76                                 | Serbia y Montenegro                            | Tunis |  |
| 20:30       | Parciales: 19-18, 17-17, 16-17, 18-24         | Parciales: 19-18, 17-17, 16-17, 18-24 | Parciales: 19-18, 17-17, 16-17, 18-24          |       |  |
|             | Estadísticas Camino 29 Cunningham 7 MacLeod 4 | Reporte Pts Reb Asts                  | Estadísticas 27 Dubljević 12 Dubljević 2 Mitov |       |  |

### Semifinales
| 23 de julio | China                                 | 68–99                                 | Estados Unidos                                    | Tunis |  |
| 18:30       | Parciales: 23-24, 10-25, 15-26, 20-24 | Parciales: 23-24, 10-25, 15-26, 20-24 | Parciales: 23-24, 10-25, 15-26, 20-24             |       |  |
|             | Estadísticas Bian 19 Liu 8 Bian 4     | Reporte Pts Reb Asts                  | Estadísticas 23 Langhorne 7 Larkins 5 Zoll-Norman |       |  |

| 23 de julio | Rusia                                             | 65–78                                 | Serbia y Montenegro                            | Tunis |  |
| 20:30       | Parciales: 17-12, 18-14, 19-19, 11-33             | Parciales: 17-12, 18-14, 19-19, 11-33 | Parciales: 17-12, 18-14, 19-19, 11-33          |       |  |
|             | Estadísticas Kirillova 17 Bogdanova 11 Ryukhina 3 | Reporte Pts Reb Asts                  | Estadísticas 24 Bojović 10 Dubljević 4 Bojović |       |  |

### Partido por la medalla de bronce
| 24 de julio | China                                | 78–61                                | Rusia                                                       | Tunis |  |
| 16:30       | Parciales: 19-17, 20-9, 14-15, 25-20 | Parciales: 19-17, 20-9, 14-15, 25-20 | Parciales: 19-17, 20-9, 14-15, 25-20                        |       |  |
|             | Estadísticas Liu 25 Liu 13 Bian 7    | Reporte Pts Reb Asts                 | Estadísticas 20 Kulomzina 9 Kulomzina 2 Beliakova, Anderson |       |  |

### Final
| 24 de julio | Serbia y Montenegro                                       | 76–97                                 | Estados Unidos                           | Tunis                         |  |
| 18:30       | Parciales: 12-24, 22-30, 13-29, 29-14                     | Parciales: 12-24, 22-30, 13-29, 29-14 | Parciales: 12-24, 22-30, 13-29, 29-14    |                               |  |
|             | Estadísticas Knežević 20 Knežević, Dubljević 4 Knežević 3 | Reporte Pts Reb Asts                  | Estadísticas 20 Larkins 7 Paris 6 Carson | Asistencia: 1420 espectadores |  |

| Bandera de Estados Unidos         |
| Campeón Estados Unidos 2.° título |

## Medallero
| Serbia y Montenegro | Estados Unidos | China |

## Clasificación final
| Pos.              | Equipo                          | Pts | G-P | PF  | PC  | Dif. |
| ----------------- | ------------------------------- | --- | --- | --- | --- | ---- |
| Medalla de oro    | Estados Unidos                  | 16  | 8-0 | 845 | 471 | +374 |
| Medalla de plata  | Serbia y Montenegro             | 12  | 4-4 | 633 | 634 | -1   |
| Medalla de bronce | China                           | 14  | 6-2 | 621 | 544 | +77  |
| 4                 | Rusia                           | 13  | 5-3 | 627 | 576 | +51  |
| 5                 | España                          | 13  | 5-3 | 536 | 495 | +41  |
| 6                 | Corea del Sur                   | 12  | 4-4 | 654 | 698 | -44  |
| 7                 | Australia                       | 13  | 5-3 | 546 | 510 | +36  |
| 8                 | Hungría                         | 11  | 3-5 | 509 | 542 | -33  |
| 9                 | Canadá                          | 10  | 3-4 | 421 | 455 | -34  |
| 10                | Puerto Rico                     | 9   | 2-5 | 424 | 584 | -160 |
| 11                | República Democrática del Congo | 8   | 1-6 | 409 | 553 | -144 |
| 12                | Túnez                           | 7   | 0-7 | 384 | 544 | -160 |

## Premios
| MVP               |
| ----------------- |
| Crystal Langhorne |